# 耳片角盘兰
耳片角盘兰（学名：Herminium macrophyllum），为兰科角盘兰属下的一个植物种。